# ヘルシンキ地下鉄M100系電車
ヘルシンキ地下鉄M100系電車 (ヘルシンキちかてつM100けいでんしゃ) は、ヘルシンキ地下鉄の地下鉄車両である。

## 概要
1977年に登場した最初の営業用車両形式で、1984年までに42編成が製造された。機械類をヴァルメト社が、電装品などをストロンバーグ社が担当した。VVVF制御の営業用車両としては世界でも最初期のものである。
赤みがかったオレンジ色の車体で側面下部に黒い帯がある。車内はオールクロスシートで、吊革は設置されていない。

### 車両更新
6編成の試作車を除き、2004年から2009年にかけて車両更新が行われた。